# Can Fort (Vilademuls)
Can Fort és una masia de Vilademuls (Pla de l'Estany) inclosa a l'Inventari del Patrimoni Arquitectònic de Catalunya.

## Descripció
Edifici rural format per tres cossos juxtaposats, desplegats lleugerament en forma de vano, mirant al sud-est. La part interior forma un pati o era, que connecta a l'exterior per un doble arc de pedra d'ús primitivament públic. L'era comunica amb les dependències agrícoles annexes passant per l'interior de la pallissa situada a ponent. Els tres cossos segueixen el pendent del terreny formant un esgraonat. Tots tres estan coberts a dues vessants. Destaquen la porta dovellada d'accés a la masia i l'acabament de la coberta de l'últim cos, on el teulat descansa sobre tres pilars de pedra rodons, amb basament i capitell i el mur desapareix a nivell de l'ampit de la planta superior. També és interessant la pallissa, on tota la coberta és suportada per un gran pilar situat al centre del recinte.

## Història
Va pertànyer a uns senyors que gaudiren del privilegi de ciutadans honrats de Barcelona, amb tomba familiar dins l'església parroquial. La casa és una notable construcció dels segles xvi i xvii. Va pertànyer al llinatge dels Fort, documentat des del segle xiii, casa d'homes il·lustres com Bertràn Fort, abat de Santa Maria de Lavaix, i Adán Fort, abat de Sant Pere de Besalú, així com Juan Fort i Figaroles, abat d'Àger i important personatge durant la guerra de secessió. Jeroni Fort i Figaroles obtingué de Lluís XIII el privilegi de ciutadà honrat de Barcelona l'any 1643.